# Santo Ângelo (microregio)
Santo Ângelo is een van de 35 microregio's van de Braziliaanse deelstaat Rio Grande do Sul. Zij ligt in de mesoregio Noroeste Rio-Grandense en grenst aan de microregio's Cerro Largo, Santa Rosa, Ijuí, Cruz Alta, Santiago en Campanha Ocidental. De microregio heeft een oppervlakte van ca. 10.751 km². In 2008 werd het inwoneraantal geschat op 201.798.
Zestien gemeenten behoren tot deze microregio:
- Bossoroca
- Catuípe
- Dezesseis de Novembro
- Entre-Ijuís
- Eugênio de Castro
- Giruá
- Pirapó
- Rolador
- Santo Ângelo
- Santo Antônio das Missões
- São Luiz Gonzaga
- São Miguel das Missões
- São Nicolau
- Senador Salgado Filho
- Ubiretama
- Vitória das Missões

Mesoregio's: Centro Ocidental Rio-Grandense · Centro Oriental Rio-Grandense · Metropolitana de Porto Alegre · Nordeste Rio-Grandense · Noroeste Rio-Grandense · Sudeste Rio-Grandense · Sudoeste Rio-Grandense

Microregio's: Cachoeira do Sul · Camaquã · Campanha Central · Campanha Meridional · Campanha Ocidental · Carazinho · Caxias do Sul · Cerro Largo · Cruz Alta · Erechim · Frederico Westphalen · Gramado-Canela · Guaporé · Ijuí · Jaguarão · Lajeado-Estrela · Litoral Lagunar · Montenegro · Não-Me-Toque · Osório · Passo Fundo · Pelotas · Porto Alegre · Restinga Seca · Sananduva · Santa Cruz do Sul · Santa Maria · Santa Rosa · Santiago · Santo Ângelo · São Jerônimo · Serras de Sudeste · Soledade · Três Passos · Vacaria